# Wiemerstedt
Wiemerstedt est une commune allemande du Schleswig-Holstein, située dans l'arrondissement de Dithmarse (Kreis Dithmarschen), à huit kilomètres au nord de la ville de Heide. Wiemerstedt est l'une des 34 communes de l'Amt Kirchspielslandgemeinden Eider dont le siège est à Hennstedt.